# Bailey Radium Laboratories
I Bailey Radium Laboratories sono stati un'azienda chimica statunitense fondata nel 1925 da William John Aloysius Bailey (1884–1949), un ex allievo di Harvard, mai laureatosi, che, spacciandosi per medico e ricercatore, depositò una serie di brevetti per sostanze farmacologiche, producendole e commercializzandole. 

## Storia
L'azienda aveva sede presso il numero 336 di Main Street in East Orange, New Jersey, in base ai dati dell' "Orange City Directory" negli annali dal 1926 al 1929. Su uno dei loro dépliant pubblicitari si trova anche l'indirizzo di una filiale al 27 Front Street East a Toronto. 
Fra i vari prodotti commercializzati, alcuni erano a base di radio, ed erano posti in circolazione con indicazioni terapeutiche che, non basate su alcuna evidenza scientifica, promettevano la cura di innumerevoli patologie; il radio era infatti classificato come un elemento naturale e non come un farmaco, ed era per questo già dal 1915 venduto da altri produttori sotto forma di pasticche, linimenti, pozioni e creme radioattivi.

## Il Radithor ed il successo commerciale
Dopo la promozione di prodotti a base di radio attraverso altre società (la Associated Radium Chemists, Inc., che aveva una linea di specialità medicinali, la Thorone Company (Thorium Hormones) produttrice di panacee con radio e torio per «tutte le condizioni di insufficienza ghiandolare, metabolica e di alterato chimismo», e l'American Endocrine Laboratory, produttrice del Radioendocrinator, uno strumento "medico" contenente radio da indossare), il successo per la Bailey Radium Laboratories arrivò con il Radithor, composto da acqua distillata tre volte, e 1 microcurie di Ra-226 e Ra-22. Il "Radithor" era venduto come liquido in flaconi, da bere, e distribuito in scatole da 30 boccette, considerate la dose mensile da assumere. 
Commercializzato, assieme ad altri prodotti, dal 1925 al 1932, portò ricchezza alla società, che fino al 1930 aveva venduto oltre 400 000 flaconi. I primi dati sul fatto che quantità, anche piccole, di sostanze radioattive possono avere effetti negativi sulla salute, venne sottostimato dall'opinione pubblica, anche grazie all'attività di marketing dell'azienda, agli sconti del 17% offerti ai medici (pratica ammessa fino al 1927 dall'American Medical Association) ed allo scarso potere della FDA, che poteva dare avvertimenti, ma non far ricorso ad azioni legali. Nel frattempo, negli anni trenta, Robley D. Evans, direttore emerito del Radioactivity Center del Massachusetts Institute of Technology, aveva iniziato a studiare gli  avvelenamenti da Radithor nell'ambito di una ricerca più vasta sulla malattia da radio. 

## Il caso Byers e la fine dell'azienda
Utilizzato da diversi personaggi famosi, fu a causa degli effetti su uno di loro - Eben Byers - che il Radithor fu bandito, l'azienda fu condannata e chiuse. 
Byers, nato nel 1880, era un giocatore di golf e imprenditore nel campo della metallurgia. Iniziò ad assumere il Radithor su consiglio medico, dopo una frattura. Ne assunse tre bottigliette al giorno per circa 3 anni. A causa dei danni sviluppati, che lo avrebbero portato alla morte nel 1932 al Doctors' Hospital a Manhattan, una commissione d'inchiesta emanò un'ordinanza, il 19 dicembre 1931, che intimava ai Bailey Radium Laboratories di interrompere la vendita del Radithor. La FDA iniziò una campagna per ottenere maggiori poteri. 
Sebbene Bailey non fu mai perseguito penalmente per la morte di Byers, la parabola dei Bailey Radium Laboratories si concluse, anche in seguito alle leggi per il controllo del radio ed alla proibizione della vendita del Radithor nel 1932, da parte della Federal Trade Commission.
Bailey stesso si dedicò ad attività diverse, anche riguardanti il radio (lanciò infatti il Bioray, un fermacarte radioattivo, l'Adrenoray, una fibbia radioattiva per cintura, e il Thoronator), per poi trasferirsi presso la Adrenoray Company a East Orange, divenendo anche editore del «Bloomfield Times» nel New Jersey e autore di libri di politica estera e medicina.
Durante la Seconda guerra mondiale lavorò per il I Fighter Command e fu dirigente di una piccola divisione di elettronica dell'IBM. Morì il 16 maggio 1949 a Tyngsborough, nel Massachusetts, all'età di 64 anni, per un cancro alla vescica.